# Folkens rätt
Folkens rätt (originaltitel: The Law of Peoples) är en bok av den amerikanske filosofen John Rawls i vilken han lanserar ett alternativt ramverk för internationell rättvisa, “Law of Peoples.” Ursprunget till boken var artikeln Critical Inquiry, publicerad 1993. 1999 lät Rawls publicera artikeln igen, men förlängd, och tillsammans med essän "The Idea of Public Reason Revisited". Boken utgör Rawls försök att visa hur en "lag för folken", det vill säga en lag för "liberala folk", kan utvecklas utifrån liberala utgångspunkter på liknande sätt som han tidigare utvecklat konceptet rättvisa som fairness (justice as fairness). 
Boken gavs ut 2001 av Bokförlaget Daidalos med översättning av Annika Persson (som även översatte föregångaren En teori om rättvisa).  

## Bokens teser

### Folkens rätt
I boken redogör Rawls för vilka principer som skulle kunna råda i den internationella politiken utifrån liberala principer. Rawls skiljer mellan olika former av samhällsordningar, och menar att om det råder demokrati och rättvisa, enligt de principer som fastställs i En teori om rättvisa, internt i länderna så kommer de kunna utforma en internationell politik baserad på ömsesidig respekt. Demokratier som präglas av hög grad av rättvisa kommer inte vilja kriga, utan kommer värdesätta fred och handel med andra länder. Därför menar Rawls att länder inte har rätt att angripa andra länder annat än om de tydligt hotar de mänskliga rättigheterna som fastställts internationellt, samt i teorin om rättvisa. Han menar även att länderna har ett ansvar gentemot andra att bistå med ekonomiskt stöd för att grundinstitutionerna ska kunna vara rättvisa. När detta är uppnått ska biståndet upphöra. 
Rawls delar i boken in folk i fem olika kategorier: förnuftiga liberala folk, anständiga folk, tyngda samhällen, laglösa stater och välvilliga envälden. De två första klassar Rawls som "välordnade folk". Det innebär att det är fungerande stater med någon form av demokratiska inslag. I de förnuftiga liberala staterna råder liberal demokrati och i de anständiga folken råder inte demokrati som vi känner de, men respekt för mänskliga rättigheter finns och någon form av representation för att tillfråga exempelvis folkgrupper finns i landet. Ett exempel på det sistnämnda är det påhittade landet Kazanistan som respekterar mänskliga rättigheter men inte är en fullvärdig liberal demokrati. Målet med utrikespolitiken blir att försöka påverka de tyngda samhällena, laglösa stater och välvilliga envälden i en mer liberaldemokratisk riktning genom riktade sanktioner eller bistånd. Rawls menar att dessa stater till slut kommer att bli välordnade folk.  
I sin tes göra Rawls en åtskillnad mellan folk och nation. Han menar att ett folk kan ha moraliska och principiella hållningar gentemot andra folk, men att en nation eller stat inte kan det.

### Åter till idén om offentligt förnuft
I bokens andra del återkommer Rawls till tanken om ett offentligt förnuft. Förnuft, menar Rawls, är en liberal princip som ska lägga grunden för den offentliga debatten. Genom detta kan samhällsdebatten förbättras genom att lägga exempelvis moraliska aspekter åt sidan och visa respekt mot argument som baseras på politiska grunder om vad som är gott och rätt.